# Aleksander Poniatowski
Aleksander Poniatowski herbu Ciołek (ur. 1725, zm. w lipcu 1744) – adiutant księcia Karola Lotaryńskiego.

## Życiorys
Był synem Stanisława Poniatowskiego i Konstancji Czartoryskiej, bratem późniejszego króla Polski Stanisława Augusta Poniatowskiego. Od najmłodszych lat był przeznaczony przez rodziców do służby wojskowej. W 1741 wstąpił do armii marszałka Francji François Marie de Broglie, pod którego wodzą uczestniczył w wojnie o sukcesję austriacką. Karierę wojskową Aleksandra, któremu żona posła saskiego Kauderbacha wróżyła koronę królewską, przerwała tragiczna śmierć w lipcu 1744 w wyniku obrażeń odniesionych w potyczkach w Palatynacie.